# Aneflomorpha tenuis
Aneflomorpha tenuis är en skalbaggsart som först beskrevs av Leconte 1854.  Aneflomorpha tenuis ingår i släktet Aneflomorpha och familjen långhorningar. Inga underarter finns listade i Catalogue of Life.